# آنوک (خواننده)
آنوک (به انگلیسی: Anouk)با نام کامل آنوک شمکیز (به انگلیسی: Anouk Schemmekes) (زاده ۸ آوریل ۱۹۷۵) خواننده هلندی است.
او در مسابقه آواز یوروویژن ۲۰۱۳ نماینده هلند بود.